# 10.ª etapa de la Vuelta a España 2022
La 10.ª etapa de la Vuelta a España 2022 tuvo lugar el 30 de agosto de 2022 y consistió en una contrarreloj individual entre Elche y Alicante sobre un recorrido de 30,9 km. El vencedor fue el belga Remco Evenepoel del Quick-Step Alpha Vinyl, aumentando así la diferencia en el liderato.

## Clasificación de la etapa
| Elche - Alicante | contrarreloj individual | (30,9 km) |

| \| Clasificación de la etapa \| Clasificación de la etapa \| Clasificación de la etapa \| Clasificación de la etapa \| Clasificación de la etapa \| \| Ciclista \| Ciclista \| Equipo \| Tiempo \| \| \| ------------------------- \| ------------------------- \| ------------------------- \| ------------------------- \| ------------------------- \| \| 1.º \| Remco Evenepoel \| Quick-Step Alpha Vinyl \| 33 min 18 s \| \| \| 2.º \| Primož Roglič \| Jumbo-Visma \| + 48 s \| \| \| 3.º \| Rémi Cavagna \| Quick-Step Alpha Vinyl \| + 1 min 00 s \| \| \| 4.º \| Carlos Rodríguez \| Ineos Grenadiers \| + 1 min 22 s \| \| \| 5.º \| Pavel Sivakov \| Ineos Grenadiers \| + 1 min 27 s \| \| \| 6.º \| Lawson Craddock \| BikeExchange-Jayco \| + 1 min 37 s \| \| \| 7.º \| Simon Yates \| BikeExchange-Jayco \| + 1 min 42 s \| \| \| 8.º \| Tao Geoghegan Hart \| Ineos Grenadiers \| + 1 min 46 s \| \| \| 9.º \| Miguel Ángel López \| Astana Qazaqstan Team \| + 1 min 47 s \| \| \| 10.º \| Enric Mas \| Movistar Team \| + 1 min 51 s \| \| |                    |                        |              |
| |                    |                        |              |
| Fuente: ProCyclingStats |                    |                        |              |
| Clasificación de la etapa |                    |                        |              |
| Ciclista | Ciclista           | Equipo                 | Tiempo       |
| 1.º | Remco Evenepoel    | Quick-Step Alpha Vinyl | 33 min 18 s  |
| 2.º | Primož Roglič      | Jumbo-Visma            | + 48 s       |
| 3.º | Rémi Cavagna       | Quick-Step Alpha Vinyl | + 1 min 00 s |
| 4.º | Carlos Rodríguez   | Ineos Grenadiers       | + 1 min 22 s |
| 5.º | Pavel Sivakov      | Ineos Grenadiers       | + 1 min 27 s |
| 6.º | Lawson Craddock    | BikeExchange-Jayco     | + 1 min 37 s |
| 7.º | Simon Yates        | BikeExchange-Jayco     | + 1 min 42 s |
| 8.º | Tao Geoghegan Hart | Ineos Grenadiers       | + 1 min 46 s |
| 9.º | Miguel Ángel López | Astana Qazaqstan Team  | + 1 min 47 s |
| 10.º | Enric Mas          | Movistar Team          | + 1 min 51 s |

## Clasificaciones al final de la etapa

### Clasificación general
| \| Clasificación general \| Clasificación general \| Clasificación general \| Clasificación general \| Clasificación general \| \| Ciclista \| Ciclista \| Equipo \| Tiempo \| \| \| --------------------- \| --------------------- \| ---------------------- \| --------------------- \| --------------------- \| \| 1.º \| Remco Evenepoel \| Quick-Step Alpha Vinyl \| 34 h 35 min 50 s \| \| \| 2.º \| Primož Roglič \| Jumbo-Visma \| + 2 min 41 s \| \| \| 3.º \| Enric Mas \| Movistar Team \| + 3 min 03 s \| \| \| 4.º \| Carlos Rodríguez \| Ineos Grenadiers \| + 3 min 55 s \| \| \| 5.º \| Simon Yates \| BikeExchange-Jayco \| + 4 min 50 s \| \| \| 6.º \| Juan Ayuso \| UAE Team Emirates \| + 4 min 53 s \| \| \| 7.º \| João Almeida \| UAE Team Emirates \| + 6 min 45 s \| \| \| 8.º \| Miguel Ángel López \| Astana Qazaqstan Team \| + 6 min 50 s \| \| \| 9.º \| Pavel Sivakov \| Ineos Grenadiers \| + 7 min 06 s \| \| \| 10.º \| Tao Geoghegan Hart \| Ineos Grenadiers \| + 7 min 37 s \| \| |                    |                        |                  |
| |                    |                        |                  |
| Fuente: ProCyclingStats |                    |                        |                  |
| Clasificación general |                    |                        |                  |
| Ciclista | Ciclista           | Equipo                 | Tiempo           |
| 1.º | Remco Evenepoel    | Quick-Step Alpha Vinyl | 34 h 35 min 50 s |
| 2.º | Primož Roglič      | Jumbo-Visma            | + 2 min 41 s     |
| 3.º | Enric Mas          | Movistar Team          | + 3 min 03 s     |
| 4.º | Carlos Rodríguez   | Ineos Grenadiers       | + 3 min 55 s     |
| 5.º | Simon Yates        | BikeExchange-Jayco     | + 4 min 50 s     |
| 6.º | Juan Ayuso         | UAE Team Emirates      | + 4 min 53 s     |
| 7.º | João Almeida       | UAE Team Emirates      | + 6 min 45 s     |
| 8.º | Miguel Ángel López | Astana Qazaqstan Team  | + 6 min 50 s     |
| 9.º | Pavel Sivakov      | Ineos Grenadiers       | + 7 min 06 s     |
| 10.º | Tao Geoghegan Hart | Ineos Grenadiers       | + 7 min 37 s     |

### Clasificación por puntos
| Clasificación por puntos | Clasificación por puntos | Clasificación por puntos | Clasificación por puntos | Clasificación por puntos |
| Ciclista                 | Ciclista                 | Equipo                   | Puntos                   |                          |
| ------------------------ | ------------------------ | ------------------------ | ------------------------ | ------------------------ |
| 1.º                      | Mads Pedersen            | Trek-Segafredo           | 147 pts                  |                          |
| 2.º                      | Remco Evenepoel          | Quick-Step Alpha Vinyl   | 85 pts                   |                          |
| 3.º                      | Marc Soler               | UAE Team Emirates        | 81 pts                   |                          |
| 4.º                      | Primož Roglič            | Jumbo-Visma              | 73 pts                   |                          |
| 5.º                      | Fred Wright              | Bahrain Victorious       | 67 pts                   |                          |
| 6.º                      | Samuele Battistella      | Astana Qazaqstan Team    | 67 pts                   |                          |
| 7.º                      | Enric Mas                | Movistar Team            | 61 pts                   |                          |
| 8.º                      | Daniel McLay             | Arkéa-Samsic             | 41 pts                   |                          |
| 9.º                      | Jay Vine                 | Alpecin-Deceuninck       | 40 pts                   |                          |
| 10.º                     | Jesús Herrada            | Cofidis                  | 40 pts                   |                          |

### Clasificación de la montaña
| Clasificación de la montaña | Clasificación de la montaña | Clasificación de la montaña        | Clasificación de la montaña | Clasificación de la montaña |
| Ciclista                    | Ciclista                    | Equipo                             | Puntos                      |                             |
| --------------------------- | --------------------------- | ---------------------------------- | --------------------------- | --------------------------- |
| 1.º                         | Jay Vine                    | Alpecin-Deceuninck                 | 40 pts                      |                             |
| 2.º                         | Robert Stannard             | Alpecin-Deceuninck                 | 21 pts                      |                             |
| 3.º                         | Jimmy Janssens              | Alpecin-Deceuninck                 | 17 pts                      |                             |
| 4.º                         | Marc Soler                  | UAE Team Emirates                  | 16 pts                      |                             |
| 5.º                         | Thibaut Pinot               | Groupama-FDJ                       | 12 pts                      |                             |
| 6.º                         | Rubén Fernández Andújar     | Cofidis                            | 11 pts                      |                             |
| 7.º                         | Louis Meintjes              | Intermarché-Wanty-Gobert Matériaux | 10 pts                      |                             |
| 8.º                         | Mark Padun                  | EF Education-EasyPost              | 10 pts                      |                             |
| 9.º                         | Jesús Herrada               | Cofidis                            | 10 pts                      |                             |
| 10.º                        | Remco Evenepoel             | Quick-Step Alpha Vinyl             | 9 pts                       |                             |

### Clasificación de los jóvenes
| Clasificación del mejor joven | Clasificación del mejor joven | Clasificación del mejor joven | Clasificación del mejor joven | Clasificación del mejor joven |
| Ciclista                      | Ciclista                      | Equipo                        | Tiempo                        |                               |
| ----------------------------- | ----------------------------- | ----------------------------- | ----------------------------- | ----------------------------- |
| 1.º                           | Remco Evenepoel               | Quick-Step Alpha Vinyl        | 34 h 35 min 50 s              |                               |
| 2.º                           | Carlos Rodríguez              | Ineos Grenadiers              | + 3 min 55 s                  |                               |
| 3.º                           | Juan Ayuso                    | UAE Team Emirates             | + 4 min 53 s                  |                               |
| 4.º                           | João Almeida                  | UAE Team Emirates             | + 6 min 45 s                  |                               |
| 5.º                           | Pavel Sivakov                 | Ineos Grenadiers              | + 7 min 06 s                  |                               |
| 6.º                           | Thymen Arensman               | Team DSM                      | + 8 min 44 s                  |                               |
| 7.º                           | Gino Mäder                    | Bahrain Victorious            | + 11 min 52 s                 |                               |
| 8.º                           | Sergio Higuita                | Bora-Hansgrohe                | + 13 min 36 s                 |                               |
| 9.º                           | José Félix Parra              | Equipo Kern Pharma            | + 25 min 09 s                 |                               |
| 10.º                          | Clément Champoussin           | AG2R Citroën Team             | + 39 min 00 s                 |                               |

### Clasificación por equipos
| Clasificación por equipos | Clasificación por equipos          | Clasificación por equipos | Clasificación por equipos |
| Equipo                    | Equipo                             | Tiempo                    |                           |
| ------------------------- | ---------------------------------- | ------------------------- | ------------------------- |
| 1.º                       | Ineos Grenadiers                   | 103 h 14 min 01 s         |                           |
| 2.º                       | UAE Team Emirates                  | + 29 s                    |                           |
| 3.º                       | Bahrain Victorious                 | + 11 min 31 s             |                           |
| 4.º                       | Movistar Team                      | + 12 min 45 s             |                           |
| 5.º                       | EF Education-EasyPost              | + 14 min 02 s             |                           |
| 6.º                       | Astana Qazaqstan Team              | + 14 min 09 s             |                           |
| 7.º                       | Intermarché-Wanty-Gobert Matériaux | + 16 min 43 s             |                           |
| 8.º                       | Jumbo-Visma                        | + 19 min 01 s             |                           |
| 9.º                       | Bora-Hansgrohe                     | + 19 min 51 s             |                           |
| 10.º                      | Groupama-FDJ                       | + 43 min 50 s             |                           |

## Abandonos
Edoardo Affini, con fiebre, Floris De Tier, lesionado, Mathias Norsgaard, Jarrad Drizners, Ethan Hayter, Harry Sweeny, José Herrada y Sam Bennett, todos ellos tras haber dado positivo en COVID-19, no tomaron la salida.